# Otto Uhlig
Otto Uhlig (* 1902; † 1984) war ein deutscher Heimatforscher und Verwaltungsdirektor (1955) des Arbeitsamts Stuttgart (1950–1967).

## Leben
Uhlig, Sohn des späteren sächsischen Innenministers Karl Otto Uhlig, erlernte den Beruf des Schriftsetzers und arbeitete dann als Berufsberater. 1933 wurde er wegen seiner politischen Haltung fristlos entlassen. Schließlich wurde er mit der kommissarischen Leitung des Arbeitsamtes Schwäbisch Hall (1945) betraut. Als Stuttgarter Arbeitsamtsdirektor war er von 1950 bis 1967 tätig.
Uhlig erwarb sich Verdienste in der Eingliederung der Heimatvertriebenen. Sein berufliches Lebenswerk galt den Gastarbeitern. In seiner Arbeit über diese Millionen von Arbeitswilligen aus dem Süden hat er ausdrücklich darauf hingewiesen, wie wichtig ihre Arbeitskraft für die deutsche Wirtschaft war und sein wird. Zu seinem Nachfolger wurde der Direktor des Arbeitsamtes Göppingen, Verwaltungsdirektor Erwin Leienstetter, bestimmt.

## Werke (Auswahl)
- Gastarbeiter in Deutschland. (= Freiheit und Ordnung. Band 48). Pesch-Haus-Verlag, Mannheim 1966
- Arbeit, amtlich angeboten. Der Mensch auf seinem Markt; zum 75-jährigen Bestehen des Arbeitsamts Stuttgart. Kohlhammer, Stuttgart 1970.
- Die ungeliebten Gäste. Ausländische Arbeitnehmer in Deutschland. Praeger, München 1974, ISBN 3-7796-4019-8.
- Die Geschichte der Volkshochschule Schwäbisch Hall (= Schriftenreihe des Vereins Alt-Hall e.V. Band 9). Mit einem Beitrag von Klaus Heller. Verein Alt Hall, Schwäbisch Hall 1980
- Die Schwabenkinder aus Tirol und Vorarlberg (= Tiroler Wirtschaftsstudien. Folge 34). 4. Auflage. Wagner, Innsbruck 2003, ISBN 3-7030-0320-0.

## Nachlässe
- „Sammlung Otto Uhlig“ im Hauptstaatsarchiv Stuttgart (über Stuttgart und verschiedene Regionen Baden-Württembergs sowie über das Kriegsende 1945 und die Nachkriegszeit), 0,5 m, 1936–1969, Erschließungsstand: 2.
- „Sammlung Otto Uhlig“ bei der Hochschule der Bundesagentur für Arbeit, in Mannheim (über Stuttgart und verschiedene Regionen Baden-Württembergs sowie über das Kriegsende 1945 und die Nachkriegszeit), 4 m, 1936–1970.

## Film
- Schwabenkinder, Fernsehfilm (Erstausstrahlung 2003), Buch und Regie: Jo Baier, Darsteller: Tobias Moretti, Vadim Glowna (u. a.)